# 稚足姬皇女

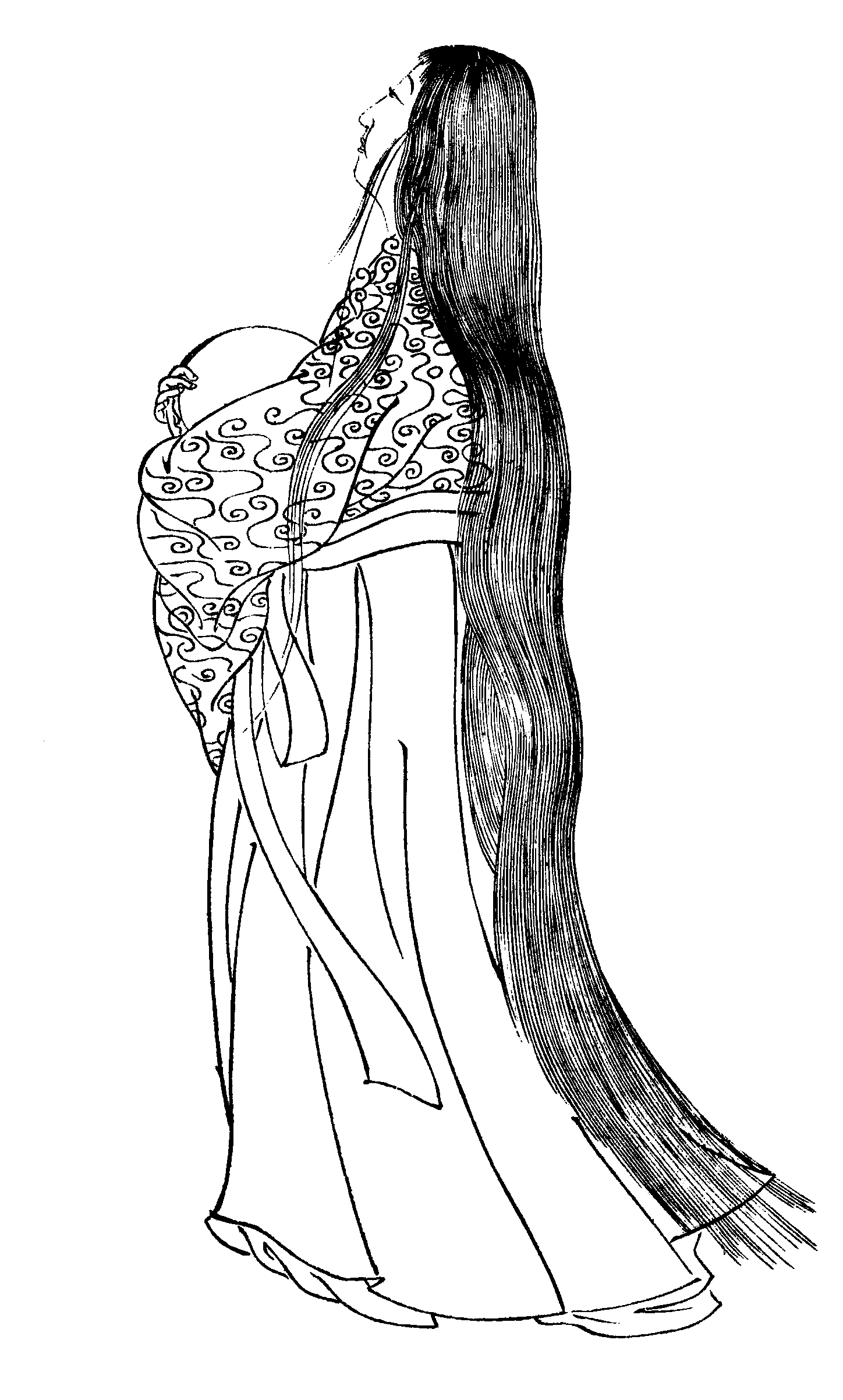
稚足姬皇女

稚足姬皇女（わかたらしひめ の ひめみこ），又名栲幡娘姬（たくはたひめ の ひめみこ），在《古事記》記載成若带比卖命，《齋宮記》作白髮內親王。是雄略天皇和妃葛城韓媛的皇女。
稚足姬皇女侍伊勢大神祠。雄略天皇三年四月，阿閉國見（磯特牛）誣告皇女與湯人廬城部武彥私通有孕。武彥纸父枳筥喻害怕有灾祸，殺死武彥。雄略天皇遣使按問。稚足姬皇女不敢自明。暗中到五十鈴河上，埋下神鏡，自經而死。天皇疑皇女不在，在河上看到夜里有氣如蛇，長四五丈。就堀地得神鏡，于是在其傍找到皇女之屍。剖視她的腹部，有物体如冰，中间有石，于是雪冤。天皇后悔，要殺阿閉國見，阿閉國見逃匿石上神宮。